# Маглев
Поезд на магнитной подушке, магнитопла́н или магле́в (от англ. magnetic levitation «магнитная левитация»), — транспортный термин — поезд и трамвай, удерживаемый над полотном дороги, движимый и управляемый силой электромагнитного поля. Такой состав, в отличие от традиционных поездов и трамваев, в процессе движения не касается поверхности рельса. Так как между поездом и поверхностью полотна существует зазор, трение между ними исключается, и единственной тормозящей силой является аэродинамическое сопротивление (для устранения и этого препятствия имеются проекты вакуумного поезда). Относится к монорельсовому транспорту (хотя вместо магнитного рельса может быть устроен канал между магнитами — как на JR-Maglev).
Скорость, достигаемая поездом на магнитной подушке, сравнима со скоростью самолёта и позволяет составить конкуренцию воздушному транспорту на ближне- и среднемагистральных направлениях (до 1000 км). Сама идея такого транспорта не нова, однако ранее экономические и технические ограничения не позволили ей развернуться в полной мере: для общественного использования технология воплощалась всего несколько раз. В настоящее время маглев не может использовать существующую транспортную инфраструктуру.

## Технология
На данный момент существует три основных технологии магнитного подвеса поездов:
1. на электромагнитах (электромагнитная подвеска, EMS);
2. на сверхпроводящих магнитах (электродинамическая подвеска, EDS);
3. на постоянных магнитах; это новая и потенциально самая экономичная система.

Состав левитирует за счёт отталкивания одинаковых магнитных полюсов и, наоборот, притягивания противоположных полюсов. Движение осуществляется линейным двигателем, расположенным либо на поезде, либо на пути, либо и там, и там. Серьёзной проблемой проектирования является большой вес достаточно мощных магнитов, поскольку требуется сильное магнитное поле для поддержания в воздухе массивного состава.
Наиболее активные разработки маглева ведут Германия, Япония, Китай и Южная Корея.

## Реализация

### Германия

#### Эмсланд
Transrapid, немецкая компания по разработке маглева, построила в 1984 году в Эмсланде испытательную дорогу общей длиной 31,5 км. Дорога проложена между Дёрпеном и Латеном, имеет одну колею с оборотными петлями на каждом конце. Поезда беспилотные, всё управление движением осуществляется из диспетчерского пункта. Максимальная скорость движения, которую удавалось достичь на прямом участке дороги во время испытаний, составила 501 км/ч. Разгон поездов на магнитной подушке до скорости магнитной левитации (около 180 км/ч) производится с помощью контактных рельсов.
Для проектов Трансрапид в Германии и в Шанхае немецкая фирма Paul Vahle GmbH & Co. KG спроектировала специальные контактные рельсы, модифицированная версия которых стала впоследствии использоваться для зарядки аккумуляторов в трамваях на остановках.
Лицензия на использование дороги закончилась в 2011 году, после чего дорога была закрыта. Путь маглева должен был быть разобран в 2012 году, но демонтаж до сих пор[когда?] не начат. Поезд «Трансрапид 09» находится в г. Латене в законсервированном состоянии и его последующее запланированное использование на острове Тенерифе остаётся на стадии концепции.
- Transrapid 04
- Transrapid 05
- Transrapid 06
- Transrapid 07
- Transrapid 08
- Transrapid 09

#### M-Bahn в Берлине
Первая публичная система маглев (M-Bahn) построена в Западном Берлине в 1980-х годах.
Дорога длиной 1,6 км соединяла три станции метро от железнодорожного узла Gleisdreieck до выставочного комплекса на Potsdamer Straße и была открыта для движения пассажиров 28 августа 1989 года. Поезда могли достигать скорости 80 км/ч и вмещали до 130 пассажиров. Проезд был бесплатный, вагоны управлялись автоматически без машиниста, дорога работала только по выходным дням. В районе, куда подходила дорога, предполагалось провести массовое строительство.
Дорога была построена на эстакадном участке бывшей линии метро U2, где движение было прервано в связи с разделением Германии и разрушениями во время войны. По окончании необходимых испытаний, во время которых было пройдено более 100 тыс. км и перевезено более 1,7 млн пассажиров, 18 июля 1991 года линия перешла в промышленную эксплуатацию и включена в систему общественного транспорта Берлина.
После разрушения Берлинской стены население Берлина фактически удвоилось и потребовалось соединить транспортные сети Востока и Запада. Новая дорога прерывала важную линию метро, а городу требовалось обеспечить высокий пассажиропоток. Через 13 дней после ввода в промышленную эксплуатацию, 31 июля 1991 года, муниципалитет принял решение демонтировать магнитную дорогу и восстановить метро. C 17 сентября дорога была демонтирована, а позднее — восстановлено метро.

### Великобритания (Бирмингем)
Нескоростной маглев-челнок ходил от Бирмингемского аэропорта к ближайшей железнодорожной станции в период с 1984 по 1995 годы. Длина трассы составляла 600 м, и зазор подвеса составлял 1,5 см. Дорога, проработав 10 лет, была закрыта из-за жалоб пассажиров на неудобства и была заменена традиционной монорельсовой дорогой.

### СССР
Осенью 1977 года в Белорусском институте инженеров железнодорожного транспорта в Гомеле прошли опыты по созданию системы бесколёсного наземного транспорта на магнитной подвеске. Исследования возглавлял доцент кафедры физики, кандидат технических наук Евгений Моисеевич Фришман. Была сконструирована 100-килограммовая тележка. На высоте 15 миллиметров от стенда её удерживали магниты.
В СССР в 1979 году в городе Раменском (Московская область) был построен экспериментальный опытный участок для ходовых испытаний вагонов на магнитном подвесе в виде эстакады длиной 600 м, впоследствии удлинённый до 980 м. 55°36′15″ с. ш. 38°16′55″ в. д. В период с конца 1970-х по 1980-е годы было создано пять опытных образцов вагонов, получивших обозначения серий от ТП-01 до ТП-05.
Строительство первой магнитной железной дороги было начато в 1987 году в Армении и по плану должно было быть завершено в 1991 г. Эта дорога должна была соединить через Абовян города Ереван и Севан, однако Спитакское землетрясение 1988 года и военные события стали причиной замораживания проекта. Поезда должны были развивать скорость 250 км/ч, в итоге была построена лишь эстакада[где?].

### Россия
В России научные разработки и эксперименты по использованию магнитной левитации на железнодорожном транспорте проводит научно-образовательный инженерный кластер «Российский Маглев».
Первую трассу намерен построить Московский институт теплотехники корпорации Роскосмос, трассу намечено ввести в строй к 2025 году.

### Китай

#### Шанхай
Высокоскоростная магнитная дорога от шанхайского аэропорта Пудун до первой станции метро Шанхая. Линия построена немецким консорциумом Transrapid, включавшим компании Siemens и ThyssenKrupp. Открыта в 2004 году. В качестве подвижного состава используются модифицированные поезда Siemens Transrapid 08. Длина трассы — 30 км; максимальная скорость поезда — 431 км/час; время в пути — 10 мин.; цена билета — 40 юаней (примерно 6 долл. США).
На начало 2017 года шанхайский маглев является единственным в мире высокоскоростным поездом на магнитной подушке, находящимся в коммерческой эксплуатации.

#### Чанша
Вторая маглев-линия в Китае была построена в городе Чанша. В отличие от Шанхайской линии, она не является высокоскоростной и построена по собственной технологии китайской разработки Длина линии составляет 18,55 километра. Линия имеет три станции и соединяет международный аэропорт Чанша и высокоскоростной железнодорожный вокзал Чанша Южная с промежуточной остановкой Лангли. Конструкционная скорость поездов составляет 120 км/ч, однако в настоящее время она ограничена до 100 км/ч.
Строительство линии было начато в мае 2014 года, стоимость проекта составила 4,6 миллиарда юаней (749 миллионов долларов).. Испытания поездов начались 26 декабря 2015 года, а с 6 мая 2016 года линия открылась для пассажиров и были начаты регулярные перевозки

#### Пекин
В конце 2017 года в системе пекинского метрополитена была открыта первая автоматизированная линия S1 длиной 10,2 км также невысокоскоростного маглева китайской разработки.

### Япония
В Японии испытывается дорога в окрестностях префектуры Яманаси по технологии JR-Maglev. Скорость, достигнутая в процессе испытаний MLX01-901 с пассажирами 2 декабря 2003, составила 581 км/ч.
К открытию выставки Expo 2005 в Японии, в марте 2005 введена в коммерческую эксплуатацию новая трасса. 9-километровая линия Линимо (Нагоя) состоит из 9 станций. Минимальный радиус — 75 м, максимальный уклон — 6 %. Линейный двигатель позволяет поезду разгоняться до 100 км/ч за считанные секунды. Линия обслуживает территорию, прилегающую к месту проведения выставки, университету префектуры Айти (префектура), а также некоторые районы Нагакутэ. Поезда изготовлены компанией Chubu HSST Development Corp.
В 2027 году планируется открытие регулярного движения между городами Токио и Нагоя.
16 апреля 2015 года поезд на магнитной подушке японской компании Central Japan Railway установил новый рекорд скорости, разогнавшись до 590 километров в час. Состав из семи вагонов шёл на этой скорости в течение 19 секунд во время испытаний на участке железной дороги из города Уэнохара в Фуэфуки.
21 апреля 2015 года в ходе испытаний на экспериментальном участке путей протяжённостью 42,8 километра в префектуре Яманаси состав с вагонами серии L0 развил скорость в 603 км/ч.
- Поезд MLX01-2
- Поезд L0

### Южная Корея
Дорога относится к типу городского маглева (urban (or low- and medium-speed) maglev transport). Она связывает международный аэропорт Инчхон с базой отдыха Yongyoo-Mui. Количество станций — 6, длина — 6,1 км. Максимальная скорость движения составит 110 км/ч. Начало эксплуатации — 3 февраля 2016 г. Используются собственные технологии южнокорейской компании Hyundai Rotem.
В дальнейшем Южная Корея намерена развивать сеть городских и междугородних скоростных линий MAGLEV. Главным поставщиком составов и оборудования также должна стать компания Hyundai Rotem (подразделение многопрофильного холдинга Hyundai).

## Наиболее серьёзные аварии
- Было два инцидента, связанных с пожарами. Японский испытательный поезд MLU002, действовавший в Миядзаки, был полностью уничтожен в результате пожара в 1991 году.
- 11 августа 2006 года в 14:20, вскоре после отправления со станции шанхайского метро Лунъян Лу (龙阳路long yang lu), произошло возгорание батареи в шанхайском экспрессе, построенном компанией Transrapid. Была произведена эвакуация пассажиров, на место прибыли пожарные подразделения и к 15:40 пожар был ликвидирован, жертв и пострадавших нет. В результате проведённого расследования было выяснено, что причиной была неполадка в электрических системах маглева, возникшая в установленном на борту батарейном модуле.
- 22 сентября 2006 года на испытательном полигоне компании Transrapid в Эмсланде (Германия) из-за сбоя в сигнализации произошло серьёзное крушение поездов — маглев Transrapid 08 на скорости около 170 километров в час врезался в вагон ремонтной службы, в результате инцидента 21 человек погиб и 10 были серьёзно ранены.[25] После почти годичного расследования причиной аварии была названа человеческая ошибка, вину возложили на трёх сотрудников Transrapid.